# Campionati europei di badminton 1982
I Campionati europei di badminton 1982 si sono svolti a Böblingen, in Germania Ovest. È stata l'8ª edizione del torneo organizzato dalla Badminton Europe.

## Podi
| Evento              | Oro                                  | Argento                      | Bronzo                             |
| Singolare maschile  | Jens Peter Nierhoff                  | Ray Stevens                  | Claus Andersen                     |
| Singolare maschile  | Jens Peter Nierhoff                  | Ray Stevens                  | Nick Yates                         |
| Singolare femminile | Lene Køppen                          | Karen Bridge                 | Christine Magnusson                |
| Singolare femminile | Lene Køppen                          | Karen Bridge                 | Jane Webster                       |
| Doppio maschile     | Stefan Karlsson and Thomas Kihlström | Martin Dew and Mike Tredgett | Claes Nordin and Lars Wengberg     |
| Doppio maschile     | Stefan Karlsson and Thomas Kihlström | Martin Dew and Mike Tredgett | Ray Stevens and Andy Goode         |
| Doppio femminile    | Gillian Gilks and Gillian Clark      | Nora Perry and Jane Webster  | Dorte Kjaer and Nettie Nielsen     |
| Doppio femminile    | Gillian Gilks and Gillian Clark      | Nora Perry and Jane Webster  | Lene Køppen and Anne Skovgaard     |
| Doppio misto        | Martin Dew and Gillian Gilks         | Mike Tredgett and Nora Perry | Lars Wengberg and Anette Börjesson |
| Doppio misto        | Martin Dew and Gillian Gilks         | Mike Tredgett and Nora Perry | Steen Skovgaard and Anne Skovgaard |
| Gara a Squadre      | Inghilterra                          | Svezia                       | Danimarca                          |

## Medagliere
| Posiz. | Nazione     | Oro | Argento | Bronzo | Totale |
| ------ | ----------- | --- | ------- | ------ | ------ |
| 1      | Inghilterra | 3   | 5       | 3      | 11     |
| 2      | Danimarca   | 2   | 0       | 5      | 7      |
| 3      | Svezia      | 1   | 1       | 3      | 5      |
| Totale | Totale      | 6   | 6       | 11     | 23     |